# ボックスストア
ボックスストアとは、小売業界では配送時の梱包箱のまま店内に配置して個々の商品を売る業態のこと。
アメリカでは大規模小売業の超大型店である、ウォルマートやコストコをボックスストアと呼ぶ場合もあるが、これは外観がボックス型ということで本来の意味とは異なる。梱包用やギフトボックスを売る店も違う意味である。

## 概要
商品を少しでも安く売るために店作りや運営にも経費を掛けないことが最大の特徴で、そのために店内にはゴンドラ（棚）もほとんどなく平台と倉庫用の棚と冷蔵冷凍庫などで店舗が作られる。配送時の梱包箱は、その一部が切り取られ個々の商品が取り出せるように店内に配置される。ボックスを積み重ねることによって店内が作られていることからこの名前が付けられている。取扱品目は限定商品で、通常のスーパーマーケットでの買物の70%以上が揃うように商品構成されている。世界的に有名なボックスストア・チェーンは、ドイツ発祥のアルディ（英語：ALDI）で、現在欧米を中心に9,000店舗で展開中である。
1970年代に当時のダイエーが日本で初めてのボックスストアを展開したものの、当時の環境には合わず短期間のうちに全店閉店となった。
ドイツでは、アルブヒト（Albrecht)ファミリーにより1913年に創業したAldi(アルディ)が世界的に展開をしている。
不況の折りからさらに業績を上げ、アメリカでもアルディだけで1,000店舗を越えたチェーン展開となっている。
その後、日本では1970年代後半にダイエーが改めて子会社のビッグ・エーを開業、1980年にはサンディが開業し、それぞれが現在ボックスストアの大手企業となっている。ビッグ・エーは、主に関東地方を中心に約170店舗以上、サンディは189店舗を関西地方などで展開している。